# 莱绅通灵

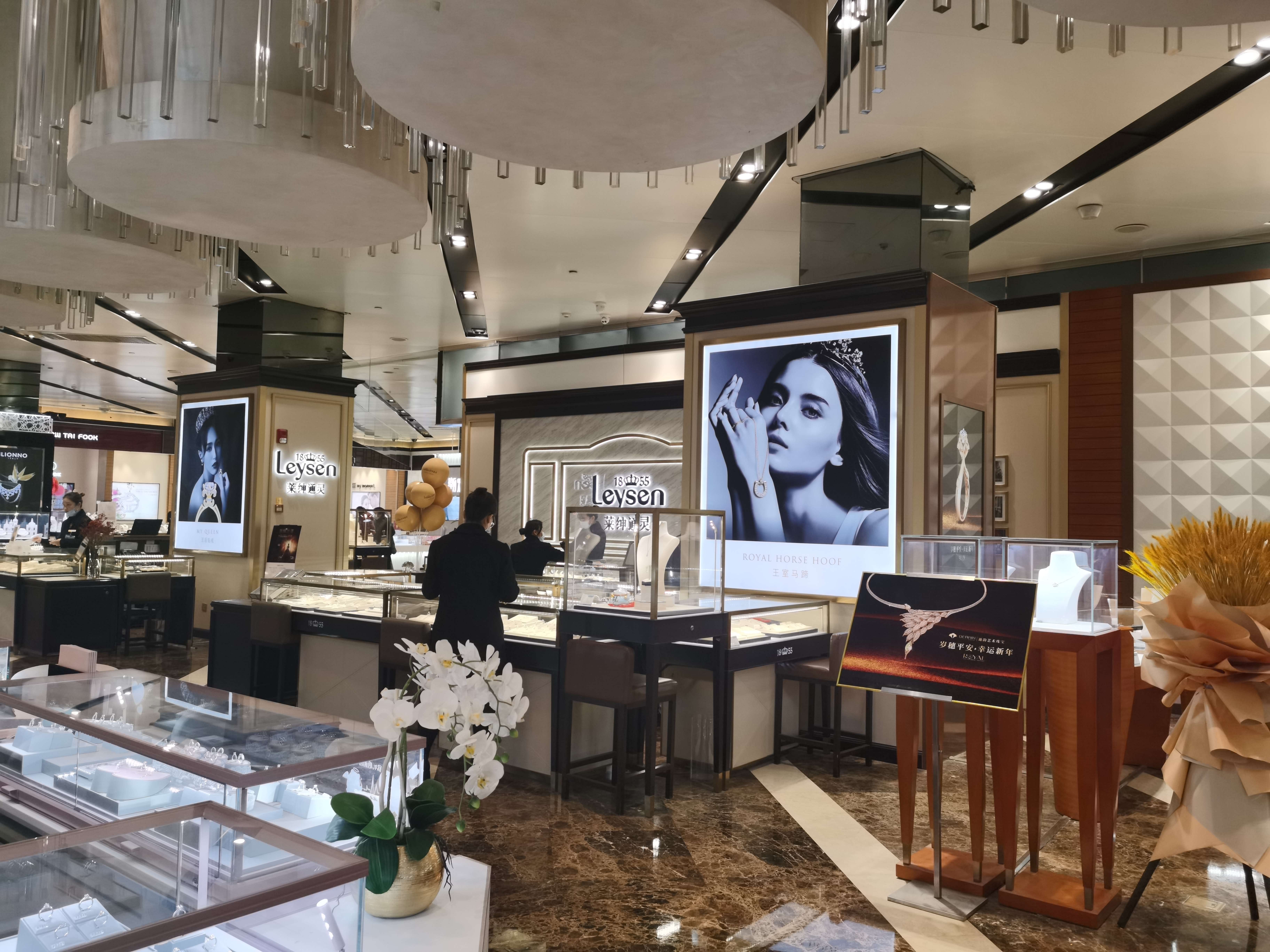
莱绅通灵位于江苏省苏州工业园区的专卖店

莱绅通灵珠宝股份有限公司，简称莱绅通灵（上交所：603900），是总部设在中华人民共和国江苏省南京市的一家珠宝零售商，其前身为1997年由沈东军、马峭、马峻及蔄毅泽创立的通灵翠钻。2017年4月，该公司收购比利时莱绅珠宝公司81%股权，同年12月14日改名为“莱绅通灵”。

## 历史及概况
1997年，沈东军、马峭（沈东军妻子）、马峻（沈东军大舅）及蔄毅泽（马峻妻子）在南京太平南路珠宝一条街的一个写字楼创办通灵翠钻，销售翡翠。早年沈东军从事旅行社票务工作，1990年代辞职创业，开设了一家柯达数码彩扩店。在生意失败告终后，沈东军受到其岳父马崇仁从事翡翠玉石收藏研究工作的影响，转行从事珠宝行业。当时，通灵翠钻生意惨淡，沈东军骑摩托车发传单，对外宣传。其后，他又提出了低价策略，在吸引顾客的同时，也引起了同行的不满。沈东军返回店铺后发现大铁门上被刷上“滚出珠宝一条街”的标语，但沈东军没有报警，反而给媒体打电话求助，随后被南京的电视台报道，其后通灵翠钻在南京逐步打开知名度。
1999年，马峻与沈东军各出资100万元人民币，共同设立江苏通灵翠钻有限公司。至2002年，通灵翠钻在常州、无锡等二线市场在内的20多个城市建立了连锁门市。该公司此后又通过营销、并购、改名等方式进一步发展。
2011年，通灵珠宝完成股份制改革，当时公司仅有4位股东。2016年11月23日，该公司在上海证券交易所上市，成为“沪市珠宝IPO第一股”。该公司长期以来一直由沈氏家族和马氏家族控制，马峻在公司上市前担任过董事长。根据公司2020年第三季报，沈东军为公司第一大股东，马峻为公司第二大股东，蔄毅泽亦持有公司股份。马峻、蔄毅泽夫妇拥有公司董事会席位，但是二人上市后并不参与公司日常经营。
2017年4月，沈东军收购了比利时莱绅珠宝公司81%股权。同年8月，通灵珠宝两次召开会议，审议通过了《关于变更公司名称的议案》，同意将公司名称由“通灵珠宝股份有限公司”变更为“莱绅通灵珠宝股份有限公司”，9月4日经南京市工商行政管理局（现南京市市场监督管理局）核准更名登记。12月5日，经公司董事会全体董事审议，以8票同意通过了《关于变更证券简称的议案》，同意将公司证券简称由“通灵珠宝”变更为“莱绅通灵”，后于12月15日完成更名，其声称收购目的是推动品牌由大众珠宝品牌向奢侈品升级，致力于打造“王室珠宝第一股”。但更名引发公司高管和经销商的反对，认为莱绅在中国知名度不够，而通灵本身有名气，受中国消费者认可。改名后，莱绅通灵的业绩明显下滑，2018年至2019年，公司营业收入同比下降15.29%、20.7%，净利润分别同比下降32.21%、30.29%。截至2020年前三季度，公司实现营业收入8.82亿元、净利润0.93亿元，分别同比下降13.85%和35.49%。公司总市值也从近百亿降至30亿元，并关闭上百家专卖店。而在2017年到2019年，莱绅通灵共有7名高管辞职。由于质疑声不断、加上高管及员工离职，沈东军曾将此形容为“人生中的至暗时刻”。而马峻则不认同沈东军的待人处事方式。自公司上市之后，沈东军便开始下令辞退公司创始元老。

### “家族内斗”风波
根据2020年12月30日莱绅通灵发布的公告，公司于2020年11月20日收到南京市公安局雨花台分局经侦大队通知，正式受理公司举报的关于董事马峻、董事蔄毅泽涉嫌职务侵占一事。公告称，2020年7月，南京市税务局第一稽查局在对公司例行检查中，发现公司在2005年至2015年期间（公司上市前）有税务违法嫌疑，嫌疑人主要为董事马峻、蔄毅泽，并请求南京市公安局机关协助调查，南京市雨花台区公安局经侦大队负责协助税务机关调查。公司其后进行内部自查，发现公司在2005年至2015年期间与供应商的交易中，进货金额与付款金额存在较大差异，因此怀疑马峻、蔄毅泽侵占公司财产，公司于2020年11月20日向南京市公安局雨花台分局报案。据第一财经记者获得的南京市税务局第一稽查局出具的询问通知书，税务局官员要求马峻、马峭、蔄毅泽在2020年7月9日、8月10日到南京市江宁区秦淮路2号707室就涉税事宜接受询问。但由于2019冠状病毒病疫情，三人一直滞留澳大利亚，因此无法前往南京税务部门协助调查，但中国境内的事宜都委托了律师以及相关人员协助办理。截至2021年1月，南京市税务局仍在对此事件进行调查。另据深圳市税务局相关人士透露，该局已关注到相关情况，但由于微博举报途径不是一个正规的案件受理程序，深圳市税务局已联系沈东军并引导他通过正规的途径提交材料，并希望他能提供更多证据资料。2021年1月19日，南京市公安局雨花台分局出具《不予立案通知书》，称南京市公安局雨花台分局经审查认为，该事件无犯罪事实，决定不予立案。1月21日，沈东军发表微博，就此事提出质疑。
其后，马峻和妹妹马峭自爆，莱绅通灵的家族内斗，缘起沈东军和马峭的离婚纠纷。2021年1月6日，莱绅通灵发布公告，董事长沈东军妻子马峭于2019年11月20日向南京市秦淮区人民法院提起离婚诉讼，请求判令离婚并进行财产分割。该案仍在一审审理，尚未裁决，无法判断涉案金额。据马峭称，引发夫妻俩反目、感情破裂的根本原因是沈东军私生活混乱。
2021年1月8日，沈东军召开媒体发布会，向记者亮出微信对话及银行流水等材料，公开控诉公司两名董事马峻、蔄毅泽涉嫌职务侵占。1月20日，沈东军在认证的个人微博实名举报公司的两位董事马峻、蔄毅泽涉嫌通过虚开巨额增值税发票侵占公司大量财产。举报信称，经过内部自查发现，深圳市翠绿珠宝首饰有限公司、深圳市星光达珠宝首饰实业有限公司在2005年到2011年与通灵珠宝的交易中，涉嫌虚开巨额增值税发票，并通过企业多名人员私人账户，长期将巨额资金回流进莱绅通灵原董事长马峻及其相关人员私人账户。随后沈东军转发了举报微博并@了多家新闻机构、税务机构、检察机构。沈东军在微博上称，之所以要做此事是因为“水很深，相关人员后台很硬”。此后沈东军将举报微博删除。对此，马峻在接受第一财经记者专访时表示，沈东军的举报是“造谣污蔑，胡说八道”，对虚开增值税发票的事实表示否认。22日，沈东军在微信上给记者发来截图表格，其中“招行9919卡”在2008年2月至2015年12月期间，共有24条银行账户汇款信息，合计5453.44万元，但无法证实其真实性。而马峻也对此回应“对账单并不是银行打出来的，而是沈东军找人整理出来的一张表格，由他移花接木操作的”。另据报道，3张银行卡由马峭所有。而马峭并未参与公司实际经营，也不知情钱款是如何打款到马峭账户上的。
据公开资料显示，翠绿股份以及深圳星光达均系莱绅通灵2016年IPO时的重要供应商，而马峻此前负责莱绅通灵的采购工作。根据中国裁判文书网资料，翠绿珠宝曾发生虚开增值税发票的案件。但尚未有证据表明翠绿珠宝以及深圳星光达是否涉及违法违规，也无法确认沈东军所举报的供应商虚开增值税发票行为，是否会对上市公司相应的业绩真实性造成影响。
受以上事件影响，2020年12月30日至2021年1月12日，莱绅通灵股价累计下跌21.21%，截至1月12日收盘，股价报收于5.98元/股。
2021年7月29日，南京市秦淮区人民法院判决准予原告马峭与被告沈东军离婚，判决由马峭、沈东军各分得传世美璟18.6501%的股权，双方于判决发生法律效力之日起三十日内相互配合办理股权变更登记手续。
2021年12月1日，莱绅通灵发布公告，公司原实际控制人沈东军收到南京中院对其离婚诉讼案件做出的二审判决，其持有的31.16%的公司股份将分割给马峭15.58%公司股份。本次股东权益变动后，传世美璟为马峻（持股37.30%）和马峭（持股18.65%）共同控制（合计持股55.95%）的公司，三人及传世美璟为一致行动人，沈东军不再具有公司实际控制权。

## 业务
根据公司2019年报显示，该公司主要从事钻石珠宝首饰的品牌运营管理、产品设计研发及零售，旗下产品系列包括：“王后鸢尾”、“女王”、“王室马车”、“王室马蹄”、“王冠”、“雅典娜”、“蓝色火焰”、“王室克拉钻”和“皇家博物馆”。截至2020年底，莱绅通灵拥有近700家门店，覆盖中国超20个省份。

## 商业合作
莱绅通灵（当时称“通灵珠宝”）自2007年起开始与柏林国际电影节深度合作。2015年在中国大陆首播的偶像剧《克拉恋人》，其剧情故事即以该公司为原型，由此展开了“珠宝与影视”的娱乐营销方式。而该剧的主演唐嫣随后签约成为其形象代言人。董事长沈东军还成立了钻石影业，先后参与制作电视剧《翡翠恋人》、《八月未央》、《归还世界给你》、《时间都知道》等，并采取植入性营销，作为构建“珠宝IP生态”的主要方式。2019年12月，莱绅通灵又签约魏大勋作为品牌大使。该公司在2019年的广告宣传费用达到2260.69万元人民币，远高于5.7万元的研发支出。